# Santa Pola
Santa Pola é um município da Espanha na província de Alicante, Comunidade Valenciana. Tem 58,6 km² de área e em 2021 tinha 34 148 habitantes (densidade: 582,7 hab./km²).
É um centro agrícola e pesqueiro, com uma praia de grande actividade turística.

## Demografia
| Variação demográfica do município entre 1991 e 2004 | Variação demográfica do município entre 1991 e 2004 | Variação demográfica do município entre 1991 e 2004 | Variação demográfica do município entre 1991 e 2004 |
| --------------------------------------------------- | --------------------------------------------------- | --------------------------------------------------- | --------------------------------------------------- |
| 1991                                                | 1996                                                | 2001                                                | 2004                                                |
| 14957                                               | 17099                                               | 19782                                               | 23220                                               |